# وزغاوات
الوزغاوات (الاسم العلمي: Gekkoninae)، هي أسرة من الزواحف تتبع فصيلة الوزغية من رتبة الحرشفيات. وتضم أكثر من 850 نوعاً في 57 جنساً.